# Dowa (Malawi)
Dowa – miasto w środkowym Malawi, w Regionie Centralnym. Według danych na rok 2018 liczyło 7 135 mieszkańców.